# Лесной зверь
«Лесной зверь» — советский немой фильм 1925 года режиссёра Акселя Лундина. Фильм не сохранился.

## Сюжет
Картина рассказывала о разгроме кулацкой банды свирепствовавшей в районе Одессы в 1921 году.
В основе сюжета — о одноимённая документально-автобиографичная повесть 1923 года Дмитрия Бузько, построенной на его воспоминаниях, о том когда весной 1920 года Бузько — сотрудник Одесского губернского ЧК, внедрился в банду лесного атамана Семёна Заболотного.
В фильме показывались подлинные места и герои событий.

## В ролях
- Николай Салтыков — Заболотный, атаман
- Андрей Мальский — бандит Фотий / поп
- Иван Капралов — Юхим, бандит
- Николай Панов — Бровко, националист
- В. Поддубный — брат Юхима, рабочий
- Дмитрий Эрдман — молодой бандит «Смушковая шапка»
- Леонид Юренев — Савченко, председатель ревкома
- Гоарина Гоарик — Ната, жена Савченко
- Дмитрий Федоровский — председатель ЧК
- П. Геров — Тесля, агент ЧК
- А. Оленич-Алексеева — Китти, жена Тесли
- Николай Кучинский — Сумирный, националист
- Лазарь Бодик — прохожий
- и другие

## О фильме
Фильм был одной из первых попыток создать кино на документальной основе, с реконструкцией событий:

Наиболее ярким примером подобных поисков была картина «Лесной зверь», поставленная в 1924 году на Одесской кинофабрике А. Лундиным по сценарию Д. Бузько.
Режиссер стремился с предельной точностью воспроизвести подлинные события. Эпизоды, показывавшие жестокое обращение банды с местным населением, снимались в одном из местечек, наиболее пострадавшем от налетов Заболотного. В съемках участвовали люди, уцелевшие от расправы бандитов. Так же строились и батальные сцены. Режиссер привлек к съемкам наряду с курсантами кино-школы красноармейцев, участвовавших в свое время в ликвидации банды.
Подобный метод реконструкции событий в принципе весьма плодотворен и успешно применяется сейчас. Однако Лундин не мог провести его достаточно последовательно, и исполнители волей-неволей повторяли штампы, заимствованные из старых детективных лент; сотрудники чека, действовавшие против заговорщиков и шпионов, мало чем отличались от дореволюционных сыщиков. Критики, писавшие о картине, справедливо называли ее героев людьми-формулами.

Несмотря на схематизм в изображении человеческих характеров, фильм «Лесной зверь» много лет не сходил с экрана, он вызывал интерес как свидетельство очевидца.— История советского кино. — Том 1: 1917—1931. — М. Искусство, 1969. — с. 188